# Vlajka Kokosových ostrovů

Vlajka Kokosových ostrovů
Poměr stran: 1:2

Vlajka Kokosových ostrovů, které jsou integrální součástí Australského společenství, je tvořena zeleným listem o poměru stran 1:2, se žlutým kruhovým polem v horní, žerďové části. Kruh má průměr ½ šířky listu a je v něm zobrazena (blíže hornímu okraji) stylizovaná kokosová palma s hnědým kmenem a zelenými větvemi. Ve středu listu je (blíže dolnímu okraji) žlutý půlměsíc, obrácený růžky k vlající části. Vpravo od něho je pět žlutých hvězd, uspořádaných do tvaru souhvězdí Jižního kříže. Hvězdy jsou na stejných pozicích a se stejným počtem cípů jako na australské vlajce, mají však odlišnou barvu (na australské vlajce jsou bílé).
Dle dřívějšího zdroje jsou hvězdy pěticípé, cípy mají jinak orientované a nejsou na stejných pozicích jako na australské vlajce.
Symboly na vlajce mají zastupovat jak Kokosové ostrovy, tak Austrálii. Zelená i žlutá barva jsou barvou Austrálie, zelená navíc symbolizuje vegetaci ostrovů a žlutá jejich pláže. Palma je tradičně nejdůležitějším stromem v životě místních obyvatel. Půlměsíc je symbolem islámu, hlavního náboženství obyvatel ostrovů, zároveň je symbolem hojnosti (příliv, který způsobuje je zdrojem mořských plodů, hlavního zdroje potravy tamních obyvatel). Souhvězdí Jižního kříže pak symbolizuje integraci souostroví a jeho obyvatel s Austrálií.

## Historie
Místní vlajka byla zavedena v roce 2002. Poprvé byla představena při Dnu sebeurčení správcem ostrovů Billem Taylorem 6. dubna 2002. Vlajku navrhli členové mládežnické skupiny Taman Muda Mudi z ostrova Home Island (Domácí ostrov). Do té doby se oficiálně užívala pouze australská vlajka.